# 鳙单尾虫
鳙单尾虫（学名：Unicauda aristichthydis）为尾孢科单尾虫属的动物。在中国，分布于四川等，营寄生生活，寄生在鳙的输尿管。